# Šimić
Šimić je hrvatsko prezime, koje se najčešće pojavljuje u Zagrebu, Splitu, Osijeku, Sesvetama i u Đakovu.

## Osobe s prezimenomŠimić
- Ana Šimić (rođ. 1990.), hrvatska atletičarka
- Andrijica Šimić (1833. – 1905.), hrvatski hajduk
- Antun Branko Šimić (1898. – 1925.), hrvatski pjesnik, esejist, kritičar i prevoditelj
- Buga Marija Šimić (rođ. 1993.), hrvatska kazališna i filmska glumica
- Dario Šimić (rođ. 1975.), bivši hrvatski nogometni reprezentativac
- Franjo Šimić (1900. – 1944.), hrvatski vojni časnik
- Ilija Šimić (1948. – 2002.), hrvatski slikar, pjesnik i humanista
- Ivan Šimić (rođ. 1964.), hrvatski poduzetnik, kolumnist, publicist i politički analitičar iz BiH
- Ivica Šimić (rođ. 1953.), hrvatski glumac i redatelj
- Jerko Šimić (1906. – 1992.), hrvatski pravnik, športski dužnosnik, novinar i publicist
- Josip Šimić (rođ. 1977.), hrvatski umirovljeni nogometni reprezentativac
- Marko Šimić (napadač) (rođ. 1988.), hrvatski nogometaš
- Mladen Šimić (1941. – 2018.), hrvatski književnik iz Srbije
- Pejo Šimić (rođ. 1952.), hrvatski bosanskohercegovački književnik
- Pere Šimić, hrvatski građevinar u iseljeništvu
- Petar Šimić (1932. – 1990.), admiral JNA
- Srećko Šimić (1929. – 2011.), hrvatski bosanskohercegovački liječnik i akademik
- Stanislav Šimić (1904. – 1960.), hrvatski književnik iz Bosne i Hercegovine
- Tatjana Šimić (rođ. 1963.), nizozemsko-hrvatska glumica, pjevačica i model
- Vedrana Šimić (rođ. 1979.), hrvatska sopranistica
- Željko Šimić (rođ. 1944.), hrvatski glazbenik